# نيوكاسل يونايتد موسم 2024–25
كان موسم 2024–25 هو الموسم الـ132 في تاريخ نادي نيوكاسل يونايتد لكرة القدم، والموسم الثامن على التوالي في الدوري الإنجليزي الممتاز. بالإضافة إلى الدوري المحلي، يشارك النادي أيضًا في كأس الاتحاد الإنجليزي وكأس الرابطة الإنجليزية.
في 16 مارس 2025، فاز نيوكاسل على ليفربول في نهائي كأس الرابطة الإنجليزية، ليحصد اللقب الأول في هذه البطولة، وأول لقب كبير منذ عام 1969، وأول لقب محلي منذ 70 عامًا. كما احتل نيوكاسل المركز الخامس في الدوري الإنجليزي الممتاز، وتأهل إلى دوري أبطال أوروبا للمرة الثانية في ثلاث سنوات.